# Funayama Takayuki
Takayuki Funayama (船山 貴之 Funayama Takayuki, sinh ngày 6 tháng 5 năm 1987 ở Narita, Chiba) là một cầu thủ bóng đá người Nhật Bản. Hiện tại anh thi đấu cho JEF United Chiba.
Anh trai của anh Yuji, cũng là một cầu thủ bóng đá.

## Thống kê sự nghiệp

### Câu lạc bộ
Cập nhật đến ngày 10 tháng 12 năm 2017.
| Câu lạc bộ             | Mùa giải            | Giải vô địch | Giải vô địch | Cúp Hoàng đế Nhật Bản | Cúp Hoàng đế Nhật Bản | J. League Cup | J. League Cup | Tổng    | Tổng      |
| Câu lạc bộ             | Mùa giải            | Số trận      | Bàn thắng    | Số trận               | Bàn thắng             | Số trận       | Bàn thắng     | Số trận | Bàn thắng |
| ---------------------- | ------------------- | ------------ | ------------ | --------------------- | --------------------- | ------------- | ------------- | ------- | --------- |
| Đại học Kinh tế Ryutsu | 2006                | 19           | 8            | 0                     | 0                     | -             | -             | 19      | 8         |
| Đại học Kinh tế Ryutsu | 2007                | 13           | 4            | 0                     | 0                     | -             | -             | 13      | 4         |
| Đại học Kinh tế Ryutsu | 2008                | 16           | 7            | 1                     | 1                     | -             | -             | 17      | 8         |
| Đại học Kinh tế Ryutsu | 2009                | 12           | 1            | 1                     | 1                     | -             | -             | 13      | 2         |
| Tochigi S.C.           | 2010                | 12           | 0            | 1                     | 1                     | -             | -             | 13      | 1         |
| Tochigi S.C.           | 2011                | 3            | 0            | -                     | -                     | -             | -             | 3       | 0         |
| Matsumoto Yamaga       | 2011                | 17           | 5            | 3                     | 1                     | -             | -             | 20      | 6         |
| Matsumoto Yamaga       | 2012                | 40           | 12           | 0                     | 0                     | -             | -             | 40      | 12        |
| Matsumoto Yamaga       | 2013                | 41           | 11           | 1                     | 0                     | -             | -             | 42      | 11        |
| Matsumoto Yamaga       | 2014                | 42           | 19           | 1                     | 0                     | -             | -             | 43      | 19        |
| Kawasaki Frontale      | 2015                | 21           | 0            | 1                     | 0                     | 6             | 0             | 28      | 0         |
| JEF United Chiba       | 2016                | 42           | 5            | 3                     | 1                     | -             | -             | 45      | 6         |
| JEF United Chiba       | 2017                | 38           | 7            | 1                     | 0                     | -             | -             | 39      | 7         |
| Tổng cộng sự nghiệp    | Tổng cộng sự nghiệp | 316          | 79           | 13                    | 5                     | 6             | 0             | 335     | 84        |